# Belgiens U/20-fodboldlandshold
Belgiens U/20-fodboldlandshold er Belgiens landshold for fodboldspillere, som er under 20 år og administreres af KBVB/URBSFA.